# Peter Weise (Wirtschaftswissenschaftler)
Peter Weise (* 17. September 1941 in Georgenthal (Thüringen)) ist ein deutscher Ökonom.

## Leben
Peter Weise besuchte von 1948 bis 1952 die Volksschule in Wolfsburg und besuchte im Anschluss daran bis 1961 das dortige Ratsgymnasium. Am 24. Februar 1961 schloss er das Gymnasium mit dem Abitur ab. Vom 4. April 1961 bis zum 30. Juni 1962 leistete er seinen Grundwehrdienst ab.
Weise studierte von 1962 bis 1966 Volkswirtschaftslehre an der Universität Göttingen und erwarb so den Titel Diplom-Volkswirt. 1971 wurde er in Göttingen zum Dr. rer. pol (summa cum laude) promoviert. Er blieb bis 1976 als Assistent des volkswirtschaftlichen Seminars in Göttingen und wurde dann auf eine Professur an der Universität Paderborn (damals noch Gesamthochschule Paderborn) berufen. 1982 wechselte er auf die Professur für Ökonomie mit sozialwissenschaftlicher Ausrichtung an der Universität Kassel (damals noch Universität-Gesamthochschule Kassel). Dort wurde er 1991–1992 zum Dekan des Fachbereichs Wirtschaftswissenschaften gewählt. Zum 30. September 2006 wurde Weise emeritiert. In der Lehre erhielt er u. a. den Award für die beste Vorlesung des Fachbereichs Wirtschaftswissenschaften und wurde zum zweitbesten Dozenten der Universität Kassel gewählt.

## Werk
Insgesamt hat sich Weise vor allem um theoretische Fragen der Ökonomik verdient gemacht. Er gehörte seit den 1970er Jahren zu den Vorreitern der „Neuen“ Mikroökonomie im deutschsprachigen Raum. In seiner Dissertation leistete er einen Beitrag zur Grenzproduktivitätstheorie, der mikroökonomischen Theorie der Verteilung. Danach gehören neben der Angewandten Mikroökonomie auch Konjunkturtheorie, Institutionenökonomik und Evolutorische Ökonomik zu seinen Forschungsschwerpunkten. Seine theoretischen Vorstöße zeichnen sich häufig durch einen interdisziplinären Ansatz aus, beispielsweise in seinem vielbeachteten Aufsatz zu homo oeconomicus und homo sociologicus als den „Schreckensmännern“ der Sozialwissenschaften in der Zeitschrift für Soziologie. Er ist Mitbegründer und langjähriger Mitherausgeber des Jahrbuchs Ökonomie und Gesellschaft, das von einer interdisziplinären Betrachtung der Wirtschaft als eines Teils der Gesellschaft ausgeht.
Seit einer Reihe von Jahren forscht Weise auch im Bereich Ökonomische Analyse des Rechts, etwa zur ökonomischen Analyse der Rechtsmittel. Seit 2020 hat er sich der mangelhaften mikroökonomischen Fundierung makroökonomischer Außenwirtschaftstheorie und -politik zugewandt. Seine aktuellen Publikationen behandeln diese Thematik am Beispiel der Debatte um das TARGET bzw. TARGET2-System und die Rolle der Europäischen Zentralbank. Während prominente Makroökonomen wie Hans-Werner Sinn den positiven TARGET-Saldo Deutschlands als eine nicht erfüllte Forderung Deutschlands an das (vor allem südeuropäische) Ausland und deshalb als eine große Gefahr für „den“ deutschen Steuerzahler verstehen, zeigt Weise, dass es sich hierbei in Wahrheit um ein Scheinproblem handelt, da die im TARGET-System verzeichneten Summen bereits bezahlt und damit ausgeglichen sind: „Der Target-Saldo für Deutschland beträgt über 1 Billion Euro. Er gibt an, dass seit Beginn des Target-Systems vor vielen Jahren nach Deutschland netto über 1 Billion Euro geflossen sind. Es gibt keinen Grund, den Target-Saldo auszugleichen; alle jemals erzeugten Forderungen und Verbindlichkeiten sind erfüllt.“ In Fortsetzung und Erweiterung dieser Befunde legt die Monografie Binnenmarkt und Zahlungsbilanz. Makroökonomische Fehlmeinungen von 2024 u. a. dar, wie die makroökonomische Außenhandelstheorie Fehler vermeiden, ihre Lehrbuchtexte zur Zahlungsbilanz korrigieren und die Aussagekraft ihrer Schlussfolgerungen auf überprüfbare Grundlagen stellen kann: durch die Berücksichtigung handlungsorientierter mikroökonomischer Markttheorie.

## Publikationen

### Monografien
- Theoretische Grundlagen der mikroökonomischen Verteilungstheorie: Ein Beitrag zur Grenzproduktivitätstheorie. Schwartz, Göttingen 1971, ISBN 3-509-00572-4.
- mit Wolfgang Brandes: Arbeitsmarkt und Arbeitslosigkeit. Physica-Verlag, Würzburg, Wien 1980, ISBN 3-7908-0500-9.
- mit Wolfgang Brandes, Thomas Eger und Manfred Kraft: Neue Mikroökonomie. 5. Auflage. Physica-Verlag, Heidelberg 2005, ISBN 3-7908-1559-4.
- mit Thomas Eger: Target-Forderung und Netto-Kapitalexport: Farce in 1 Akt. Metropolis-Verlag, Marburg 2020, ISBN 978-3-7316-1421-0.
- mit Thomas Eger: Target-Forderung: Target-Kredit der Bundesbank oder Target-Einnahme der Geschäftsbank? Metropolis-Verlag, Marburg 2022, ISBN 978-3-7316-1502-6.
- Das Individualzahlungssystem Target. Metropolis-Verlag, Marburg 2023, ISBN 978-3-7316-1551-4.
- Binnenmarkt und Zahlungsbilanz. Makroökonomische Fehlmeinungen. Metropolis-Verlag, Marburg 2024, ISBN 978-3-7316-1594-1.

### Aufsätze
- Allokations-, distributions- und organisationstheoretische Implikationen steigender Skalenerträge in der Produktion. In: Zeitschrift für die gesamte Staatswissenschaft (Journal of Institutional and Theoretical Economics). Band 130, 1974, S. 632–656.
- mit Leonard Männer: Duality and Indeterminacy in the Theory of Capital and Growth. In: Zeitschrift für Nationalökonomie (Journal of Economics). Band 35, 1975, S. 43–62.
- mit Manfred Kraft: Das Spiel um Stabilität: Konjunktur und Prisoner’s Dilemma. In: Jahrbücher für Nationalökonomie und Statistik 194, 1979, S. 441–461.
- mit Manfred Kraft: Minsky’s view of fragility: a game theoretic interpretation. In: Journal of Post Keynesian Economics 3, 1981, S. 519–527.
- mit Manfred Kraft: Grundzüge einer mikroökonomischen Konjunkturtheorie. In: Jahrbücher für Nationalökonomie und Statistik 201, 1986, S. 370–377.
- mit Manfred Kraft und Thomas Landes: Dynamic Aspects of a Stochastic Business Cycle Model. In: Methods of Operations Research 53, 1986, S. 445–453.
- mit Thomas Eger: Das Koordinationsproblem sozialer Gruppen. In: European Journal of Political Economy 3, 1987, S. 351–367.
- mit Manfred Kraft: Eine Formalisierung von Spiethoffs Theorie der wirtschaftlichen Wechsellagen. In: Schweizerische Zeitschrift für Volkswirtschaft und Statistik 123, 1987, S. 531–542.
- mit Thomas Eger: Participation and Codetermination in a Perfect and an Imperfect World. In: Jürgen Backhaus, Hans G. Nutzinger (Hrsg.): Codetermination. Heidelberg/New York 1988, S. 11–36.
- Homo oeconomicus und homo sociologicus: Die Schreckensmänner der Sozialwissenschaften. In: Zeitschrift für Soziologie. Band 18, Heft 2, 1989, S. 148–161 (Digitalisat). Russische Übersetzung in: Almanac Thesis, Band 1, Nr. 3, 1993, S. 115–130.
- Der synergetische Ansatz zur Analyse der gesellschaftlichen Selbstorganisation. In: Jahrbuch für Ökonomie und Gesellschaft, Band 8, Frankfurt/New York 1990, S. 12–64.
- mit Thomas Eger und Manfred Kraft: Patents, Innovation, and Imitation: A Game-Theoretic Approach. In: Methods of Operations Research. Band 63, 1990, S. 57–67.
- mit Thomas Eger: Normen als gesellschaftliche Ordner. In: Jahrbuch für Ökonomie und Gesellschaft 8, Frankfurt/New York 1990, S. 65–111.
- mit Wolfgang Brandes: A Synergetic View of Institutions. In: Theory and Decision. Band 28, 1990, S. 173–187 (doi:10.1007/BF00160934).
- Würde Gossen die Gossenschen Gesetze akzeptieren? In: Jahrbücher für Nationalökonomie und Statistik, 208, 1991, S. 94–97
- mit Thomas Eger und Bernhard Nagel: Effizienz und Menschenwürde – ein Gegensatz? In: Claus Ott, Hans-Bernd Schäfer (Hrsg.): Ökonomische Probleme des Zivilrechts. Berlin u. a. 1991, S. 18–34.
- Evolution of a Field of Socioeconomic Forces. In: Ulrich Witt (Hrsg.): Explaining Process and Change – Approaches to Evolutionary Economics. Ann Arbor 1992, S. 35–48.
- mit Thomas Eger und Manfred Kraft: On the Equilibrium Proportion of Innovation and Imitation: A Game-Theoretic Approach, Economics Letters, Vol 38 (1992), S. 93–97.
- Eine dynamische Analyse von Konsumtionseffekten. In: Jahrbücher für Nationalökonomie und Statistik. Band 211, 1993, S. 159–172 (Digitalisat auf Academia.edu).
- Wirtschaftswissenschaften als Sozialwissenschaft von Entscheidungen. In: Ethik und Sozialwissenschaften: Streitforum für Erwägungskultur. Band 5, 1994, S. 281–293 und S. 342–354 (Heft 2, 4. Diskussionseinheit: S. 294–341 dann eine interdisziplinäre Diskussion von Weises Ansatz).
- mit Manfred Kraft: A Cardinal Utility Approach to the Theory of the Business Cycle. In: Maurice Allais, Ole Hagen (Hrsg.): Cardinalism. A Fundamental Approach. Dordrecht 1994, S. 223–232.
- Chaos als mißlungene Ordnung. In: Frank Beckenbach, Hans Diefenbacher (Hrsg.): Zwischen Entropie und Selbstorganisation. Marburg 1994, S. 55–74.
- mit Thomas Eger: Die Evolution von Normen aus Unordnung. Ein synergetisches Modell. In: Jahrbuch für Ökonomie und Gesellschaft, Band 11, Frankfurt/New York 1995, S. 192–209.
- Moral: Die Handlungsbeschränkung für den Deppen? In: Eberhard K. Seifert, Birger Priddat (Hrsg.): Neuorientierungen in der ökonomischen Theorie: Zur moralischen, institutionellen und evolutorischen Dimension des Wirtschaftens. Marburg 1995, S. 73–105.
- Elemente einer evolutiven Theorie der Moral. In: Adolf Wagner, Hans-Walter Lorenz (Hrsg.): Studien zur evolutorischen Ökonomik III (= Schriften des Vereins für Socialpolitik, Band 195/III). Berlin 1995, S. 35–57.
- Moral zwischen Markt und Norm: Die Moraltheorie Arthur Schopenhauers aus ökonomischer Sicht. In: Jahrbuch für Ökonomie und Gesellschaft. Band 11, 1995, S. 240–264.

- Evolution and Self-Organization. In: Journal of Institutional and Theoretical Economics (JITE). Band 152, Nr. 4, 1996, S. 716–722.
- Geld und Wachstumszwang. In: Bernd Biervert, Martin Held (Hrsg.): Die Dynamik des Geldes: Über den Zusammenhang von Geld, Wachstum und Natur. Frankfurt/New York 1996, S. 198–218.
- Ökonomische Evolution und Selbstorganisation. In: Berliner Debatte Initial. Band 6, 1997, Heft 1/2, S. 69–84.
- Konkurrenz und Kooperation. In: Martin Held (Hrsg.): Normative Grundfragen der Ökonomik. Campus, Frankfurt/New York 1997, S. 58–80.
- Die "Invisible Hand". Negativer oder positiver Feedback? In: Ethik und Sozialwissenschaften, Band 8, 1997, S. 239–240.

- Der Preismechanismus als ökonomischer Selbstorganisationsprozeß. In: Selbstorganisation: Jahrbuch für Komplexität in den Natur-, Sozial- und Geisteswissenschaften. Band 9, 1998, S. 315–331.
- mit Thomas Eger: Die Entstehung des deutschen Arbeitsrechts aus ökonomisch-evolutorischer Perspektive. In: Arbeit und Recht. Vol. XLVI, 1998, S. 385–394.
- Die Normentheorie Theodor Geigers aus der Sicht der Ökonomik. In: Jörg Glombowski, Anke Gronert, Henk W. Plasmeijer (Hrsg.): Zur kontinentalen Geschichte des ökonomischen Denkens. Metropolis, Marburg 1998, S. 37–65.
- mit Eyke Hüllermeier und Manfred Kraft: Evaluation and Specification of a Synergetic Business Cycle Model with German Data. In: Homo Oeconomicus. Band 16, Nr. 2, 1999, S. 131–155.
- Intrinsische Motivation und Moral: Internalisierung von Normen und Werten in ökonomischer Sicht. In: Martin Held, Hans G. Nutzinger (Hrsg.): Institutionen prägen Menschen. Bausteine zu einer allgemeinen Institutionenökonomik. Campus, Frankfurt/New York 1999, S. 207–230.
- mit Günter Arlt: Strukturen, Selbstorganisation und Selbstähnlichkeit. In: Jürgen Friedrichs, Kirsten Hollaender (Hrsg.): Stadtökologische Forschung. Analytica, Berlin 1999, S. 107–124.
- Alle Märkte sind gleich – Zur Bedeutung und den Folgen unterschiedlicher Mobilität der Produktionsfaktoren. In: Hans G. Nutzinger, Martin Held (Hrsg.): Geteilte Arbeit und ganzer Mensch. Campus, Frankfurt/Main 2000, S. 92–117.
- mit Wolfgang Brandes: Team Performance as a Constellation of Forces: A General Model. In: Kyklos. Band 52, 1999, S. 573–590 (doi:10.1111/j.1467-6435.1999.tb00234.x).
- mit Wolfgang Brandes: Unternehmung und Arbeitsbeziehungen. In: Ökonomie und Gesellschaft, Jahrbuch 15: Unternehmungsverhalten und Arbeitslosigkeit. Frankfurt/New York 1999, S. 18–76.
- Individualethik oder Institutionenethik: Die Resozialisierung des homo oeconomicus. In: Zeitschrift für Wirtschafts- und Unternehmensethik. Jahrgang 1, Heft 1, 2000, S. 9–30.
- Verhaltenskoordination durch Normen aus selbstorganisatorischer und evolutorischer Perspektive. In: Wulf Gärtner (Hrsg.): Wirtschaftsethische Perspektiven V (= Schriften des Vereins für Socialpolitik, Band 228/V). Duncker & Humblot, Berlin 2000, S. 35–60.
- mit Sylvie Geisendorf: Kreativität und Interaktion. In: Gestalt Theory. Jahrgang 23, Nr. 4, 2001, S. 293–311.
- Review: Wolfgang Weidlich: Sociodynamics: a systematic approach to mathematical modelling in the social sciences. In: Journal of Evolutionary Economics, Vol. 11, 2001, S. 475–478.
- mit Eyke Hüllermeier und Manfred Kraft: Empirische Überprüfung eines synergetischen Konjunkturmodells. In: Hans-Walter Lorenz, Bernd Meyer (Hrsg.): Studien zur Evolutorischen Ökonomik IV (= Schriften des Vereins für Socialpolitik, Band 195/IV). Duncker & Humblot, Berlin 2001, S. 11–43.
- mit Petra Meurer, Bernhard Nagel und G. Roller: Die Steuerung der Siedlungs- und Flächenentwicklung unter dem Aspekt der ökologischen Tragfähigkeit. In: Ursula Richter, Peter Weise, Hermann Biehler (Hrsg.): Nachhaltige Siedlungs- und Flächenentwicklung in Großstadtregionen. Analytica, Berlin 2001, S. 205–241.
- mit Karolin Billing und Petra Meurer: Neue Agrarpolitik. In: Zeitschrift für Angewandte Umweltforschung. Jahrgang 14, 2001, S. 14–17 und 349–359.
- Effizienz versus Gerechtigkeit: Tragweite und Folgen der Annahme eines Trade-offs. In: Martin Held, Gisela Kubon-Gilke, Richard Sturn (Hrsg.): Normative und institutionelle Grundfragen der Ökonomik. Jahrbuch 1: Gerechtigkeit als Voraussetzung für effizientes Wirtschaften. Metropolis-Verlag, Marburg 2002, S. 51–70.
- Unternehmungsinterne Organisation der Arbeitsbeziehungen. In: Thomas Beschorner, Thomas Eger (Hrsg.): Das Ethische in der Ökonomie. Festschrift für Hans G. Nutzinger. Metropolis, Marburg 2005, S. 315–343.
- Machtlosigkeit als Referenzzustand. In: Ökonomie und Gesellschaft. Jahrbuch 21, Metropolis, Marburg 2008, S. 63–81.
- Chartisten und Fundamentalisten: Wie Booms und Crashs entstehen – Ökonomische Analyse und rechtliche Konsequenzen. In: German Working Papers in Law and Economics. Vol. 2011, Artikel 2 (online (Memento vom 2. Dezember 2013 im Internet Archive)).
- mit Thomas Eger: Are Consumers Really the Main Victims of Price Cartels? In: Homo Oeconomicus. Band 32 Nr. 3/4, 2015, S. 375–386.
- mit Thomas Eger: Die Target-Salden in der Eurozone – „Falle“ oder Scheinproblem? In: Europa-Kolleg Hamburg, Institute for European Integration, Discussion Paper No. 1/20 (online)